# Щуровка (Новгород-Северский)
Щуровка (укр. Щурівка) — микрорайон города Новгород-Северский в Черниговской области Украины. До 2001 года село в Новгород-Северском горсовете.

## География
Является северной периферийной частью города Новгород-Северский — на правом берегу реки Десна и берегу озера Ильюшино. Южнее расположено бывшее село Домотканов (часть Новгород-Северского).

## История
Решением Верховного Совета Украины № 2426-III от 17.05.2001 года сёла Домотканов и Щуровка были включены в черту города Новгород-Северский без сохранения статуса.

## Население
В 1986 году население села составляло 80 человек.